# Weli Muhadow
Weli (Welimuhamed) Muhadow (ros. Вели Мухатов, ur. 5 maja 1916 w aule Bagir, obecnie w wilajecie achalskim, zm. 6 stycznia 2005 w Aszchabadzie) – turkmeński kompozytor.

## Życiorys
W latach 1935–1936 uczył się w szkole muzycznej w Aszchabadzie, 1936-1941 uczył się w turkmeńskim narodowym studium przy moskiewskim konserwatorium w klasie altu i klasie kompozycji. W 1942 został skierowany na front wojny z Niemcami, walczył w składzie 99 Dywizji Piechoty m.in. w Donbasie i na Ukrainie, był ranny. Po wojnie kontynuował naukę w klasie kompozycji konserwatorium moskiewskiego, które ukończył w 1951, później (1959-1961) uczył się na aspiranturze w tym konserwatorium. Komponował m.in. balety, opery, opery komiczne, kantaty, poematy muzyczne, symfonie i pieśni. W 1946 skomponował muzykę do hymnu Turkmeńskiej SRR. W latach 1953–1954 był dyrektorem gabinetu muzycznego przy Ministerstwie Kultury Turkmeńskiej SRR, a 1961-1964 dyrektorem i kierownikiem artystycznym Filharmonii Turkmeńskiej. Od 1954 do 1962 był deputowanym do Rady Najwyższej ZSRR. W 1955 otrzymał tytuł Ludowego Artysty Turkmeńskiej SRR.

## Odznaczenia i nagrody
- Medal Sierp i Młot Bohatera Pracy Socjalistycznej (3 maja 1986)
- Order Lenina (dwukrotnie, 28 października 1955 i 3 maja 1986)
- Order Wojny Ojczyźnianej II klasy (11 marca 1985)
- Order Czerwonego Sztandaru Pracy (27 października 1967)
- Order Przyjaźni Narodów (19 sierpnia 1976)
- Order „Znak Honoru” (28 stycznia 1950)
- Nagroda Stalinowska (dwukrotnie, 1951 i 1952)
- Nagroda Państwowa Turkmeńskiej SRR (1972)

I medale.